# 傅垅乡
傅垅乡，是中华人民共和国江西省九江市湖口县下辖的一个乡镇级行政单位。

## 行政区划
付垅乡下辖以下地区：
水车村、殷山村、唐坂村、夏坂村、徐凤村、一甲村、大山村、付垅村、凰山村和东涧茶场生活区。